# Raz-Ma-Taz
Raz-Ma-Taz, Pseudonym; (* 29. Oktober 1970, in Atlanta, USA; bürgerlich Richard Michael Smith) ist ein amerikanischer Rapper und Musikproduzent. International bekannt wurde Smith in den 1990er Jahren durch den Dancefloor-Act E-Rotic.

## Werdegang
Im Jahr 1994 trat Smith erstmals zusammen mit Lyane Leigh auf der Bühne, für den neu gegründete Dancefloor-Act E-Rotic. Zusammen stand unter der Besetzung das Album Sex Affairs  und die erfolgreichen Singles Max Don’t have Sex (with your Ex), Fred Come to Bed, Sex on the Phone und Willy use a Billy...Boy. Kurioser Weise wurden die männlichen Vocals nicht von Smith, sondern vom Produzenten David Brandes aufgenommen. Nur die Single Take my Love auf dem Album Sex Affairs nahm Smith selber auf. Aus dem Grund verließ Smith Ende 1995 das Projekt. Auch Leigh verließ im selben Zeitraum das Projekt, aber sang alle Songs bis 1999 weiter ein.
Im Frühjahr 1996 gründeten Smith mit Leigh zusammen das Projekt S.E.X.Appeal. Unter dem Namen wurde die Single Voulez Vous Coucher Avec Moi veröffentlicht. Den männlichen Vocal des Songs, wurde von Smith aufgenommen. Text wurde von Leigh geschrieben. Ende 1996 verließ Smith das Projekt und wechselte zu Magic Affair. Seine Partnerin war nicht mehr Leigh, sondern Anita Davis. Unter der Besetzung wurden die Singles Bohemian Rhapsody, Break These Chains und Night of The Raven veröffentlicht. 1998 verließ er die Gruppe.
Im Jahr 1998 gründete Smith erstmals seine eigene Musikproduktionsfirma Four Colourz, die er bis 2001 leitete.
1999 veröffentlichte Smith seine erste Solo-Single Crazy World. Im selben Jahr kehrte er für eine Single zum Dancefloor E-Rotic zurück und nahm mit Leigh die Single Temple of Love ein. Diese Single ist auf den Alben Mambo No. Sex und Kiss Me erschienen.
Seit den 2000er hört man von Smith relativ wenig. Nebenbei produziert und schreibt er für Kleinkünstler weiterhin Songs. Mitte der 2000er hat Smith für Bravo Hip Hop gearbeitet.
Im Jahr 2019 eröffnete er in Georgia ein bayrisches Restaurant.
Smith lebt seit Ende der 2000er wieder in seiner Heimatstadt Atlanta. Einen Zweitwohnsitz hat Smith in München.

## Bands
- 1994–1995, 1999: E-Rotic
- 1996: S.E.X.Appeal
- 1996–1998: Magic Affair